# Voïvodie de Chełm
Pour les articles homonymes, voir Chełm (homonymie).
La voïvodie de Chełm (en polonais : województwo chełmskie) était une unité de division administrative et un gouvernement local de Pologne entre 1975 et 1998. 
Son territoire s'étendait sur 3 866 km2 et il est désormais couvert par la nouvelle voïvodie de Lublin, à la suite d'une loi de 1998 réorganisant le découpage administratif du pays.
En 1998, la voïvodie comptait 248 800 habitants. La capitale de la voïvodie était Chełm.

## Bureaux de district (Powiaty)
Sur la base de la loi du 22 mars 1990, les autorités locales de l'administration publique générale, ont créé 3 régions administratives associant une dizaine de municipalités.
Bureau de district de Chełm
- Gminy

1. Białopole
2. Chełm
3. Cyców
4. Dorohusk
5. Dubienka
6. Kamień
7. Leśniowice
8. Ruda-Huta
9. Sawin
10. Siedliszcze
11. Wierzbica
12. Żmudź

- Ville

1. Chełm

Bureau de district de Krasnystaw
- Gminy

1. Krasnystaw
2. Kraśniczyn
3. Łopiennik Górny
4. Rejowiec
5. Rejowiec Fabryczny
6. Siennica Różana
7. Wojsławice

- Villes

1. Krasnystaw
2. Rejowiec Fabryczny

Bureau de district de Włodawa
- Gminy

1. Hańsk
2. Sosnowica
3. Stary Brus
4. Urszulin
5. Włodawa
6. Wola Uhruska
7. Wyryki

- Ville

1. Włodawa

## Villes
Population au 31 décembre 1998 :
- Chełm - 70 654
- Krasnystaw - 20 718
- Włodawa - 14 733
- Rejowiec Fabryczny - 4 600